# Joseph Roth
Joseph Roth (2. september 1894 i Brody, Ukraine (tidl. Østrig) – 27. maj 1939 i Paris, Frankrig) var en betydende østrigsk forfatter og journalist. Blandt hans kendteste værker er Radetzkymarschen og Legenden om den hellige drukkenbolt.

## Ungdom og Tysklandstiden
Roth var af jødisk familie og fødtes i Brody, der på daværende tidpunkt lå i Østrig-Ungarn nær grænsen til Rusland. Oplevelser fra hans opvækst er på mange måder grundlæggelsen for Roths værker. Efter gymnasiet flyttede Joseph Roth til Lviv og begyndte på universitet i 1913. Blot et år senere, slog han sig ned i Wien for at studere filosofi og tysk litteratur på Wien Universitet. I 1916 afbrød Roth sit universitetsstudium og meldte sig frivilligt for at tjene i den kejserlige hær i 1. Verdenskrig. Erfaringerne fra krigen fik en stor indflydelse på hans liv. Også sammenbruddet af det habsburgske imperium i 1918 gjorde indtryk på Roth, og han havde resten af sit liv en udtalt følelse af "hjemløshed", som var et jævnligt tema i hans værker. 
I 1920 flyttede han til Berlin, hvor han arbejdede som journalist for Neue Berliner Zeitung, og derefter fra 1921 til Berliner Börsen-Courier. Senere blev han korrespondent for den liberale Frankfurter Zeitung og rejste i hele Europa. I 1925 havde han et periode i Frankrig, som havde stor indflydelse på Roth, og han havde herefter ikke mere permanent ophold i Berlin. I slutningen af 1920'erne blev hans kone Friederike skizofren, hvilket kastede Roth ud i en dyb følelsesmæssig og økonomisk krise. 
I 1923 blev Roths første roman Das Spinnennetz udgivet som serie i en østrigsk avis, og han opnåede en vis succes som forfatter i 1920'erne med en række romaner, der dokumenterede livet i efterkrigstidens Europa. Først med udgivelsen af Hiob og Radetzkymarch opnåede han dog reelt anerkendelse som romanforfatter. 
Fra 1930 handlede Roths romaner mindre om det moderne samfund, som han blev stadigt mere desillusioneret omkring, og i denne periode fokuserede hans arbejde ofte på en melankolsk nostalgi om livet i det kejserlige Centraleuropa før 1914. Han portrætterede ofte hjemløse skæbner, der leder efter et sted at bo, især jøder og tidligere borgere i det gamle Østrig-Ungarn, som med monarkiets undergang havde mistet deres hjemstavn. 
I sine senere værker ønsker Roth, at monarkiet kunne genoprettes i al sin pragt; dette til trods for at han i begyndelsen af sin karriere skrev under pseudonymet "Røde Joseph". Hans længsel efter en mere tolerant fortid kan måske forklares som en reaktion mod tidens spirende nationalisme. 
Romanerne Radetzkymarsch (1932) og Die Büste des Kaisers (1935) er typiske for hans sene forfatterfase. I romanen Die Kapuzinergruft beskriver Roth den skæbne, der overgår en fætter af helten i  Radetzkymarsch frem til Tysklands annektering af Østrig i 1938. Af værker, der beskæftiger sig med jøder, er Hiob den bedst kendte. 

## Parisertiden
Den 30. januar 1933, dagen hvor Adolf Hitler blev Rigskansler, forlod Roth, der var en fremtrædende liberal jødisk journalist, Tyskland. Han tilbragte det meste af tiden frem til sin død i 1939 i Paris; en by han elskede. Fra 1936 til 1938 havde han et romantisk forhold til Irmgard Keun. De arbejdede sammen og rejste til forskellige byer som Paris, Vilnius, Lviv, Warszawa, Wien, Salzburg, Bruxelles og Amsterdam. 
Uden at benægte sin jødiske oprindelse anså Roth sit forhold til katolicismen som vigtig. Trods sin kroniske alkoholisme, forblev Roth produktiv indtil sin tidlige død i Paris i 1939. Hans sidste roman Legenden om den hellige drukkenbolt (1939) er blandt hans bedste, og beskriver en alkoholiseret vagabond, der forsøger at genvinde sin værdighed og indfri sin gæld. 
Joseph Roth blev begravet Thiais kirkegård syd for Paris.

## Værker
- Das Spinnennetz (1923)
- Hotel Savoy (1924)
- Die Rebellion (1924)
- April. Die Geschichte einer Liebe (1925)
- Der blinde Spiegel (1925)
- Juden auf Wanderschaft (1927)
- Die Flucht ohne Ende (1927)
- Zipper und sein Vater (1928)
- Rechts und links (1929)
- Der stumme Prophet (1929)
- Hiob (1930)
- Radetzkymarsch (1932)
- Tarabas (1934)
- Beichte eines Mörders (1936)
- Das falsche Gewicht (1937)
- Die Kapuzinergruft (1938)
- Die Legende vom heiligen Trinker (1939)
- Die Geschichte von der 1002. Nacht (1939)
- Der Leviathan (1940)